# Dedin
Dedin je naselje u Hrvatskoj u sastavu Grada Delnica. Nalazi se u Primorsko-goranskoj županiji.

## Zemljopis
Sjeverozapadno su Delnice, park šuma Japlenški vrh, Gornji Turni, Donji Turni, Raskrižje Tihovo, Gornje Tihovo, Donje Tihovo i Marija Trošt, jugozapadno su Lučice, istočno je Zalesina, sjeveroistočno su geomorfološki rezervat Vražji prolaz i Zeleni vir, Podstena i Skrad, jugoistočno su Stari Laz i Ravna Gora.

## Stanovništvo
| broj stanovnika | 34    | 52    | 48    | 89    | 105   | 92    | 80    | 64    | 36    | 23    | 56    | 57    | 72    | 78    | 73    | 93    | 154   |
|                 | 1857. | 1869. | 1880. | 1890. | 1900. | 1910. | 1921. | 1931. | 1948. | 1953. | 1961. | 1971. | 1981. | 1991. | 2001. | 2011. | 2021. |